# لورينتيس دوميترو
لورينتيس دوميترو (بالرومانية: Laurențiu Dumitru)‏ هو لاعب كرة قدم روماني في مركز الدفاع، ولد في 24 مايو 1983 في بلويشت في رومانيا. لعب مع نادي بترولول بلويشتي ونادي براشوف.